# Costantino III d'Armenia
Costantino III d'Armenia, anche Costantino I ((HY)  Կոստանդին Ա, traslitterazione dalla lingua armena occidentale: Gosdantin o Kostantine; 1278 – 1310 circa), fu re della Piccola Armenia dal 1298 al 1299 e per un breve periodo nel 1307, mentre questa era uno stato cliente dell'Impero mongolo.

## Biografia
Apparteneva alla famiglia degli Hetumidi, era figlio di Leone III d'Armenia e Keran di Lampron e nipote di Aitone I d'Armenia che aveva sottomesso la Cilicia ai Mongoli nel 1240.
Attorno al 1297, approfittando dell'assenza dei fratelli Aitone e Teodoro che si erano recati a Costantinopoli, Costantino aiutò l'altro fratello Sempad ad usurpare il trono.
Quando Aitone e Teodoro tornarono Sempad li catturò a Caesarea e li imprigionò nella fortezza di Partzerpert dove Aitone fu parzialmente accecato per cauterizzazione.
Nel 1298 Teodoro fu strangolato per ordine di Sempad, ma Costantino si rivoltò contro Sempad e prese il trono a sua volta.
Aitone fu liberato e nel 1299, dopo essere guarito dalla sua cecità, riprese la corona.
Poco dopo Sempad complottò di nuovo con Costantino per riprendere il trono ed Aitone esiliò i due fratelli fedifraghi a Costantinopoli.
L'8 marzo 1307 Costantinò morì a Costantinopoli.

## Ascendenza
|                          |   |                            | Genitori                 |  |  | Nonni |  |  | Bisnonni               |  |  | Trisnonni           |  |
|                          |   |                            |                          |  |  |       |  |  | Costantino di Barbaron |  |  | Vacaghk di Barbaron |  |
|                          |   |                            |                          |  |  |       |  |  | Costantino di Barbaron |  |  | Vacaghk di Barbaron |  |
|                          |   | …                          |                          |  |  |       |  |  | Costantino di Barbaron |  |  |                     |  |
| Aitone I d'Armenia       |   |                            |                          |  |  |       |  |  | Costantino di Barbaron |  |  |                     |  |
|                          |   | Alix Pahlavouni di Lampron | Aitone III di Lampron    |  |  |       |  |  |                        |  |  |                     |  |
|                          |   | Alix Pahlavouni di Lampron | Aitone III di Lampron    |  |  |       |  |  |                        |  |  |                     |  |
|                          |   | Alix Pahlavouni di Lampron | Rita dei Rupenidi        |  |  |       |  |  |                        |  |  |                     |  |
| Leone III d'Armenia      |   | Alix Pahlavouni di Lampron |                          |  |  |       |  |  |                        |  |  |                     |  |
|                          |   | Leone II d'Armenia         | Stefano d'Armenia        |  |  |       |  |  |                        |  |  |                     |  |
|                          |   | Leone II d'Armenia         | Stefano d'Armenia        |  |  |       |  |  |                        |  |  |                     |  |
|                          |   | Leone II d'Armenia         | Rita di Barbaron         |  |  |       |  |  |                        |  |  |                     |  |
| Isabella d'Armenia       |   | Leone II d'Armenia         |                          |  |  |       |  |  |                        |  |  |                     |  |
|                          |   | Sibilla di Lusignano       | Amalrico II di Lusignano |  |  |       |  |  |                        |  |  |                     |  |
|                          |   | Sibilla di Lusignano       | Amalrico II di Lusignano |  |  |       |  |  |                        |  |  |                     |  |
|                          |   | Sibilla di Lusignano       | Sibilla di Gerusalemme   |  |  |       |  |  |                        |  |  |                     |  |
| Costantino III d'Armenia |   | Sibilla di Lusignano       |                          |  |  |       |  |  |                        |  |  |                     |  |
|                          | … | …                          |                          |  |  |       |  |  |                        |  |  |                     |  |
|                          | … | …                          |                          |  |  |       |  |  |                        |  |  |                     |  |
|                          | … | …                          |                          |  |  |       |  |  |                        |  |  |                     |  |
| Aitone IV d'Armenia      | … |                            |                          |  |  |       |  |  |                        |  |  |                     |  |
|                          |   | …                          | …                        |  |  |       |  |  |                        |  |  |                     |  |
|                          |   | …                          | …                        |  |  |       |  |  |                        |  |  |                     |  |
|                          |   | …                          | …                        |  |  |       |  |  |                        |  |  |                     |  |
| Keran di Lampron         |   | …                          |                          |  |  |       |  |  |                        |  |  |                     |  |
|                          |   | …                          | …                        |  |  |       |  |  |                        |  |  |                     |  |
|                          |   | …                          | …                        |  |  |       |  |  |                        |  |  |                     |  |
|                          |   | …                          | …                        |  |  |       |  |  |                        |  |  |                     |  |
| …                        |   | …                          |                          |  |  |       |  |  |                        |  |  |                     |  |
|                          |   | …                          | …                        |  |  |       |  |  |                        |  |  |                     |  |
|                          |   | …                          | …                        |  |  |       |  |  |                        |  |  |                     |  |
|                          |   | …                          | …                        |  |  |       |  |  |                        |  |  |                     |  |
|                          |   | …                          |                          |  |  |       |  |  |                        |  |  |                     |  |